# مورغان (ملحن)
مورغان (بالإيطالية: Morgan)‏ هو ملحن ومغني وعازف بيانو وكاتب سيناريو وكاتب أغاني إيطالي، ولد في 23 ديسمبر 1972 في ميلانو في إيطاليا.

## وصلات خارجية
- مورغان على موقع IMDb (الإنجليزية)
- مورغان على موقع روتن توميتوز (الإنجليزية)
- مورغان على موقع ميوزك برينز (الإنجليزية)
- مورغان على موقع ديسكوغز (الإنجليزية)
- مورغان على موقع ديسكوغز (الإنجليزية)
- مورغان على موقع قاعدة بيانات الفيلم (الإنجليزية)